# 嘉年華勇氣號
嘉年華勇氣號（英語：Carnival Valor）是嘉年華郵輪於2004年3月27日下水，並於同年開始投入服務的征服級郵輪。全長952英尺（290米），可容納2,974名乘客及1,180名員工，母港為新奥尔良。

## 外部連結
- 官方网站
- Photos
- Fincantieri Info Sheet （页面存档备份，存于）